# Universidad Simón Bolívar
Universidad Simón Bolívar (USB) (ang.: Simón Bolívar University) – jedna z najbardziej prestiżowych uczelni w Wenezueli, założona w 1967 w Caracas.

## Historia

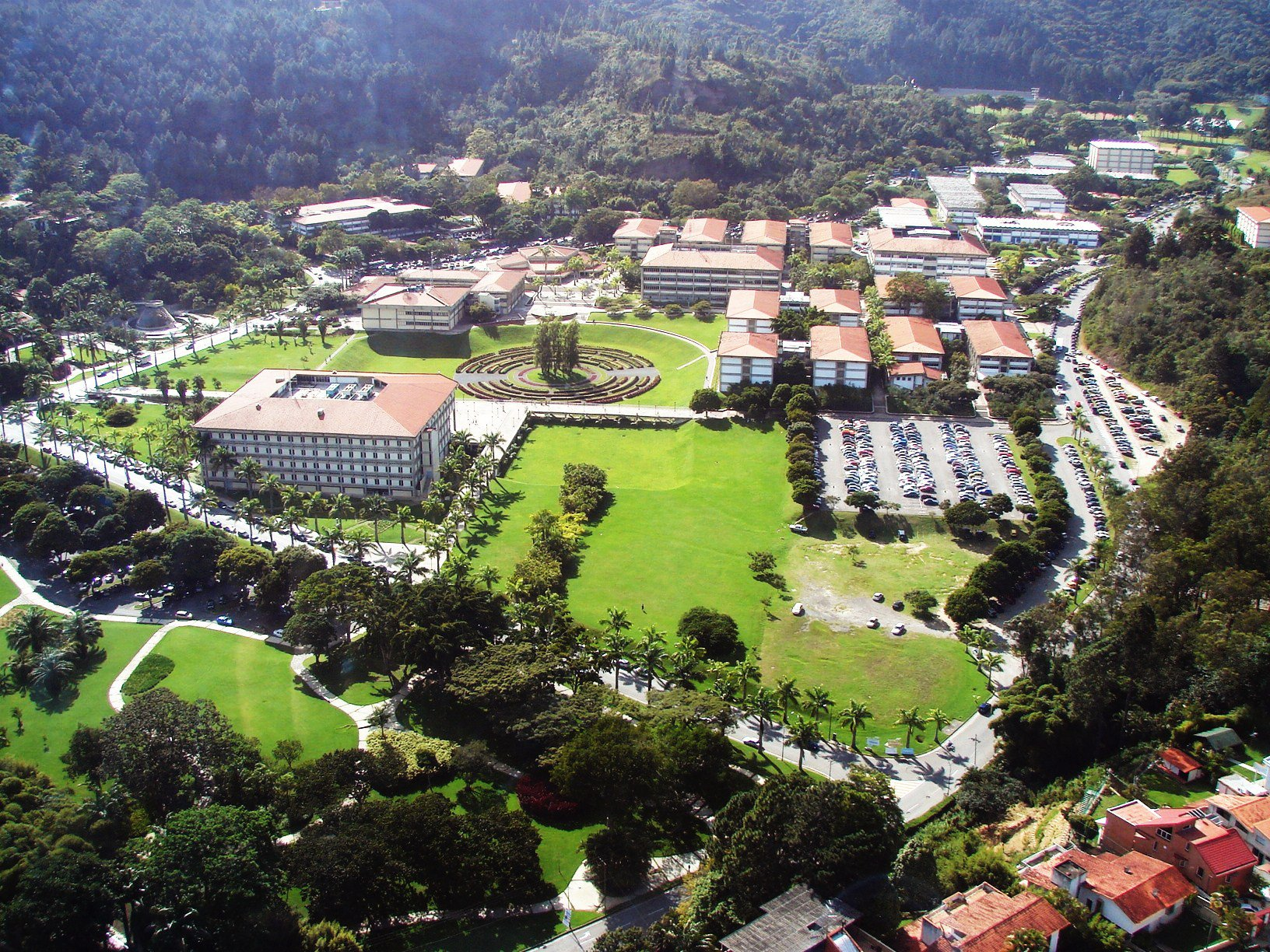
Widok na kampus USB

18 lipca 1967 przez prezydent Raúl Leoni podpisał dekret N 878, na mocy którego został utworzony uniwersytet jako eksperymentalny instytut szkolnictwa wyższego pod nazwą Universidad de Caracas, w celu edukacji i prowadzenia badań o charakterze naukowym, technologicznym i humanistycznym. 30 grudnia 1968 powołano pierwsze władze rektorskie: Eloya Laresa Martíneza na stanowisko rektora i Francisco Kerdela Vegasa oraz Miguela Angela Péreza, prorektora i sekretarza. 9 lipca 1969 dekretem N 94 uczelnia zmieniła nazwę na Universidad Experimental Simón Bolívar. 19 stycznia 1970 na terenie byłego rancza Sartenejas położonego w dolinie o tej samej nazwie odbyła się inauguracja Universidad Nacional Experimental Simón Bolívar, przy współudziale prezydenta Rafaela Caldera. Od tego czasu ta data jest obchodzona co roku jako rocznica rozpoczęcia działań edukacyjnych.

## Kampus
Universidad Simón Bolívar znajduje się w dolinie Sartenejas, w dzielnicy Caracas Baruta, w stanie Miranda. Zajmuje 230 hektarów, na których powstało 78 budynków z ponad 4000 pomieszczeniami, w których mieści się 190 sal wykładowych, laboratoriów, biur administracyjnych i usługowych, a także sektor rekreacyjny o powierzchni nieco ponad 20 hektarów. Dodatkowo znajduje się pięć fontann ozdobnych i ponad 124 000 metrów kwadratowych dróg i szlaków. Na terenie kampusu mieści się czteropiętrowa biblioteka z przestrzenią artystyczną, gdzie znajdują się wystawy i galerie.

## Symbole
Logo uniwersytetu stworzył projektant Gerd Leufert. Jako inspiracja posłużył mu obwód elektryczny. Logo składa się z ośmiu półkolistych linii i małego prostokąta umieszczonego w ich środku, tworząc strukturę podobną do zaokrąglonej piramidy. Symbolizuje jedność różnych kierunków wiedzy ukierunkowaną na przyszłość.
Hymnem jest pieśń „La Canción del Nuevo Mundo”. Autorem jej tekstu jest Ernesto Mayz Vallenilla, muzykę skomponował Alberto Grau.